# ウィリアム・アダムス
ウィリアム・アダムズ（William Adams、1564年9月24日 - 1620年5月26日〈元和6年4月24日〉）は、江戸時代初期に徳川家康に外交顧問および通訳として仕えたイギリス人（イングランド人）の航海士、水先案内人、貿易家。日本名は三浦 按針（みうら あんじん）。英国国教会（聖公会）の信徒。日本に初めて来たイギリス人で、サムライの称号を得た最初の欧州人である。日本で英学を教えるとともに、徳川家康の要請から西洋式帆船（ガレオン船）を建造し、日本の造船史上で特筆すべき業績を上げたといわれる。また、日本とオランダ、イギリス両国との国交樹立の懸け橋となった人物であり、サツマイモを日本に伝えた人物としても知られる。

## 生涯

### 生い立ちと青年時代

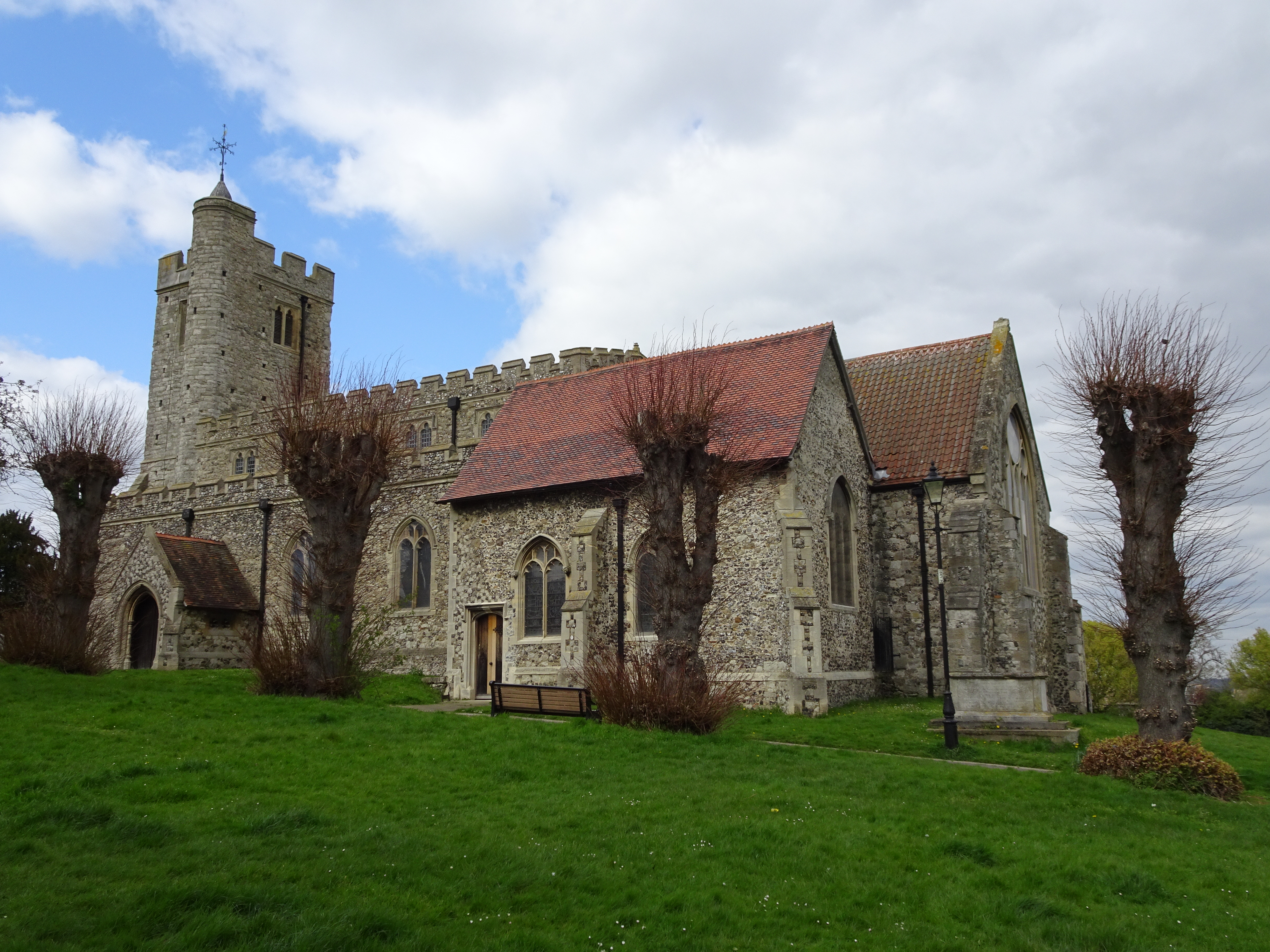
アダムスが洗礼を受けたジリンガムにある英国国教会のセントメアリー教会（St. Mary Magdalene Church）

イングランド南東部のケント州ジリンガムの生まれ。1564年9月24日、英国国教会ジリンガム教区のセントメアリー教会で洗礼を受けた（実際の誕生日は不明）。このことを記録した教会記録は現在、メドウェイ・アーカイブ・センターに保管されている。このジリンガムの街は1998年にロチェスター市と合併して、現在はメドウェイ市となっているが、古代ローマ人が占有していた時代から、漁港や貿易港として栄え、16世紀からは造船業も盛んになっていった港街として知られる。
船員だった父親を亡くして故郷を後にし、12歳でロンドンのテムズ川北岸にあるライムハウスに移り、船大工の棟梁ニコラス・ディギンズに弟子入りする。造船術よりも航海術や天文学に興味を持ったアダムスは、1588年に奉公の年限を終えると同時に海軍に入る。スペインの無敵艦隊がイギリス本土を攻撃しようとした時に、フランシス・ドレークの指揮下にあったイギリス艦隊の食糧や弾薬の輸送艦であるリチャード・ダフィールド号の艦長に抜擢され、アルマダの海戦に参加した。
翌1589年にはロンドンのメアリー・ハインと結婚し、娘デリヴァレンスと息子ジョンを儲けた。しかし、軍を離れてバーバリー会社ロンドン会社の航海士・船長としてシベリアから東洋へ至る北東航路の探検隊への参加や、アフリカへの航海で多忙だったアダムスは、ほとんど家に居つかなかったといわれている。この1500年代の末は、ヨーロッパ各国が、新世界やアジアへの交易を活発化させようと、しきりに遠征隊を派遣するなど、大航海時代が本格的に到来していた時期だった。

### リーフデ号の航海

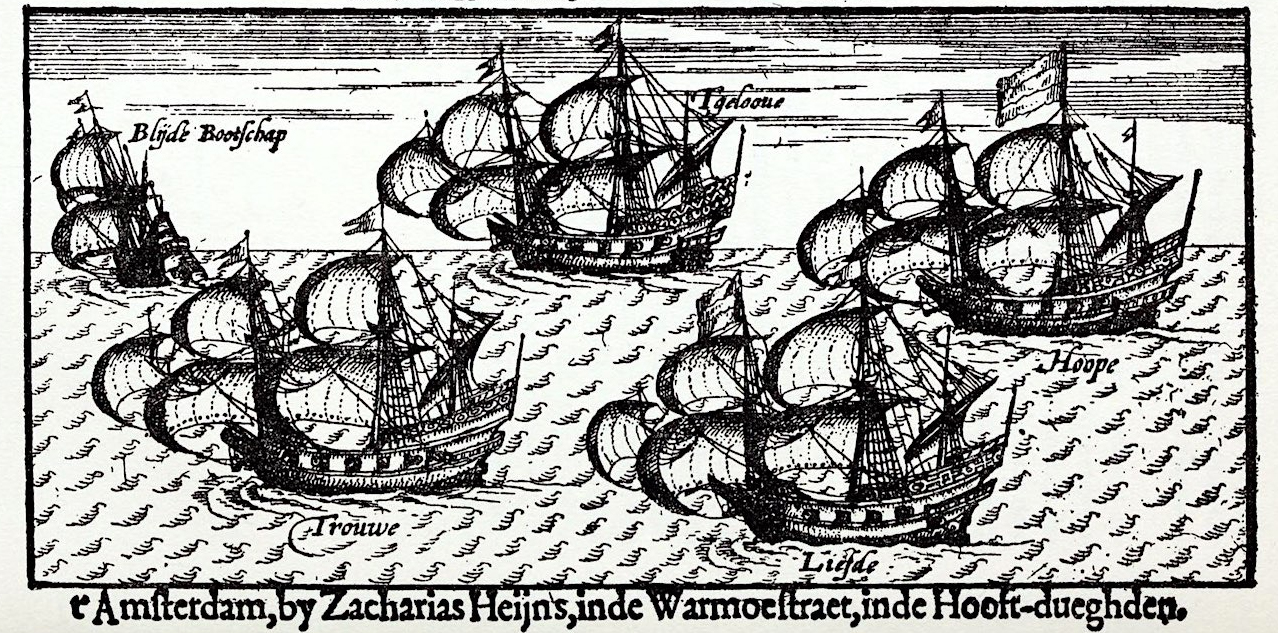
17世紀のエングレービング。左から右方向にブライデ・ボートスハップ号、トラウ号、ヘローフ号、リーフデ号とホーぺ号

こうした大航海の時代が進展する雰囲気に胸を踊らせたアダムスは、航海を共にしたオランダ人船員たちと交流を深める中で、ロッテルダムから極東を目指す航海のためにベテランの航海士を探しているという噂を聞きつけ、弟のトマスらと共に、1598年にロッテルダムに渡りオランダの東洋遠征隊に志願する。航海は5隻からなる船団で行われることになっていた。
- ホープ号（"希望"の意・旗艦）
- リーフデ号（"愛"の意）
- ヘローフ号（"信仰"の意・ロッテルダムに帰還した唯一の船）
- トラウ号（"忠誠"の意）
- ブライデ・ボートスハップ号（"良い予兆"あるいは"陽気な使者"の意）

司令官のジャック・マフによってアダムスはホープ号の航海士（主任航海長）として採用された。当時のイギリスはスペインやポルトガルとは敵対していたが、オランダとは友好的で、イギリス人がオランダの船艦のリーダーになることは不思議ではない状況だった。こうして1598年6月24日、船団はロッテルダム港を出航した。
しかし航海は惨憺たる有様で、マゼラン海峡を抜けるまでにはウィリアムとトマスの兄弟はリーフデ号に配置転換されていたが、トマスが最初乗船していたトラウ号はポルトガルに、ブライデ・ボートスハップ号はスペインに拿捕され、1隻はぐれたヘローフ号は続行を断念してロッテルダムに引き返した。生き残った2隻で太平洋を横断する途中、ホープ号も沈没してしまい、極東に到達するという目的を果たしたのはリーフデ号ただ1隻となった。その上、食糧補給のために寄港した先々で赤痢や壊血病が蔓延したり、インディオの襲撃に晒されたために次々と船員を失っていき、トマスもインディオに殺害されてしまう。こうして出航時に110人だった乗組員は、日本漂着までには24人に減っていた。

### 日本漂着

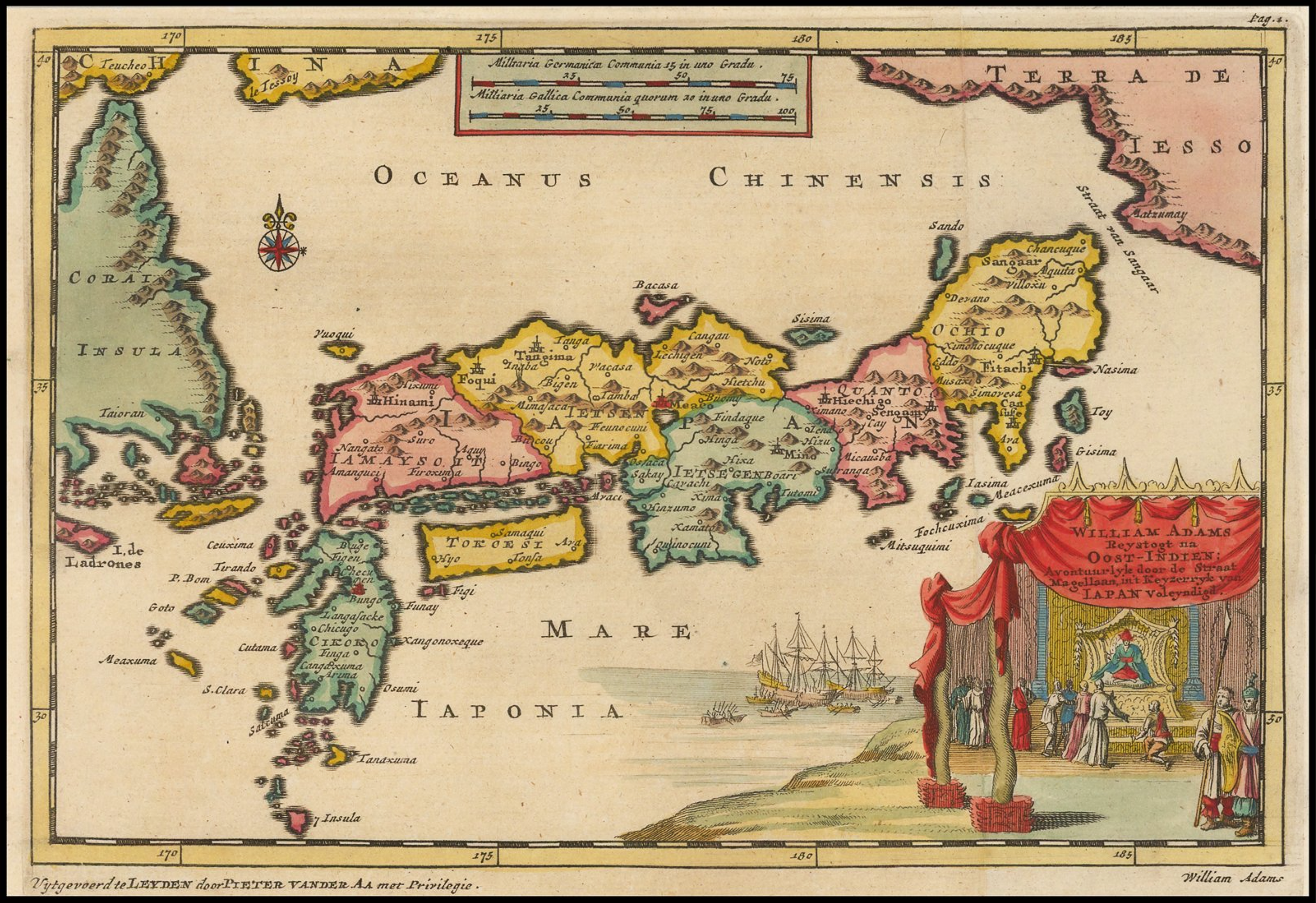
1705年にオランダ・ライデンの地図出版者が作成した日本の地図、右下に将軍謁見図

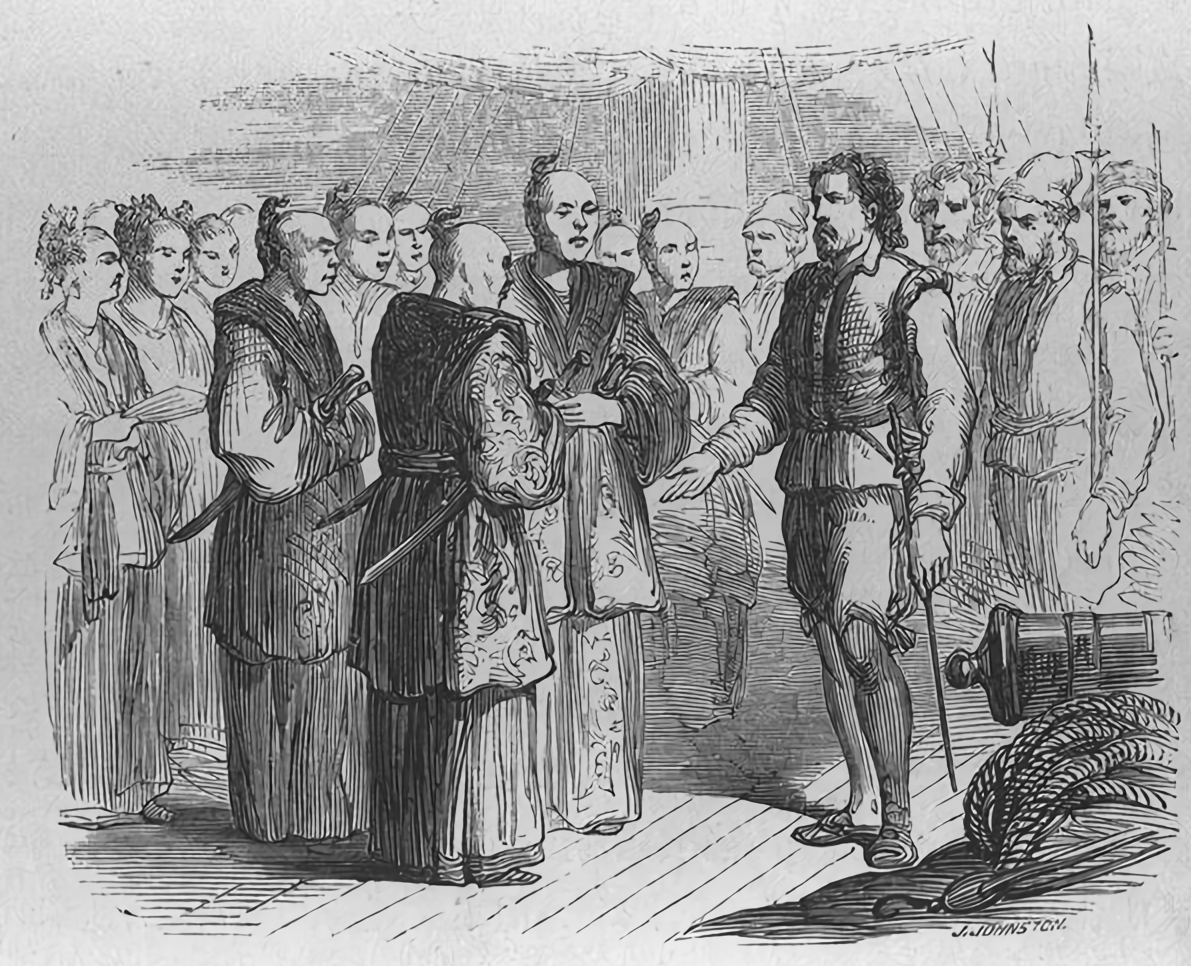
ウィリアム・アダムスと日本の大名とその従者

関ヶ原の戦いの約半年前の1600年4月29日（慶長5年3月16日）、リーフデ号は豊後国臼杵の黒島に漂着した。自力では上陸できなかった乗組員は、臼杵城主・太田一吉の出した小舟でようやく日本の土を踏んだ。一吉は長崎奉行の寺沢広高に通報した。
広高はアダムスらを拘束し、船内に積まれていた大砲や火縄銃、弾薬といった武器を没収したのち、大坂城の豊臣秀頼に指示を仰いだ。この間にイエズス会の宣教師たちが訪れ、オランダ人やイギリス人の彼らを即刻処刑するように要求した。

### 家康の引見
結局、五大老首座の徳川家康が指示し、重体で身動きの取れない船長ヤコブ・クワッケルナックに代わり、アダムスとヤン＝ヨーステン・ファン・ローデンスタイン、メルキオール・ファン・サントフォールトらを大坂に護送させ、併せて船も回航させた。
当時、オランダとイギリスはスペインやポルトガルとは覇権を争うプロテスタントの国で、カトリックの国ではなかったことから、イエズス会の宣教師たちは、アダムスらによって家康に対して、カトリックに対して誤った教理を吹き込まれるのを恐れ、彼らとの交流に反対し、アダムス以下、リーフデ号の乗組員であるイギリス人やオランダ人を処刑するように家康に申し出た。また、イエズス会は一人の神父を派遣してアダムスに日本を去るよう説得交渉などを行った。さらに最終手段として、プロテスタントからカトリックへと改宗するように迫ったが、これも失敗に終わった。
1600年5月12日（慶長5年3月30日）、家康は初めて彼らを引見する。イエズス会士の注進でリーフデ号を海賊船だと思い込んでいた家康だったが、路程や航海の目的、オランダやイングランドなどプロテスタント国とポルトガル・スペインらカトリック国との紛争を臆せず説明するアダムスとヤン＝ヨーステンを気に入って誤解を解いた。同時に、アダムスらに対するカトリック宣教師とポルトガル人らの敵意は、折りあるごとに家康の心に疑惑の種をまくこととなった。しばらくアダムスら乗組員たちを投獄したものの、執拗に処刑を要求するカトリック宣教師らを黙殺した家康は、幾度かにわたって引見を繰り返した後に釈放し、城地である江戸に招いた。

### 西洋式帆船の建造と改名して武士に
江戸でのアダムスは帰国を願い出たが、叶うことはなかった。代わりに家康は米や俸給を与えて慰留し、外国使節との対面や外交交渉に際して通訳を任せたり、助言を求めたりした。またこの時期に、外交についてだけでなく、幾何学や数学、航海術などの英学を家康以下の側近に授けた。
やがて江戸湾に係留されていたリーフデ号が沈没すると、船大工としての経験を買われて、西洋式の帆船を建造することを要請される。永らく造船の現場から遠ざかっていたアダムスは、当初は固辞したものの受け入れざるを得なくなり、伊東に日本で初めての造船ドックを設けて80tの帆船を建造した。これが1604年（慶長9年）に完成すると、気をよくした家康は大型船の建造を指示、1607年（慶長12年）には120tの船舶（ガレオン船）であるサン・ブエナ・ベントゥーラを完成させる。

この功績を賞した家康は、さらなる慰留の意味もあってアダムスを250石取りの旗本に取り立て、相模国逸見に采地も与えた。また、三浦按針（"按針"の名は、彼の職業である水先案内人の意。姓の"三浦"は領地のある三浦郡にちなむ）の名乗りを与えられ、異国人でありながら日本の武士として生きるという数奇な境遇を得たのである。のち、この所領は息子のジョゼフが相続し、三浦按針の名乗りもジョゼフに継承されている。

### 日蘭、日英通商の懸け橋

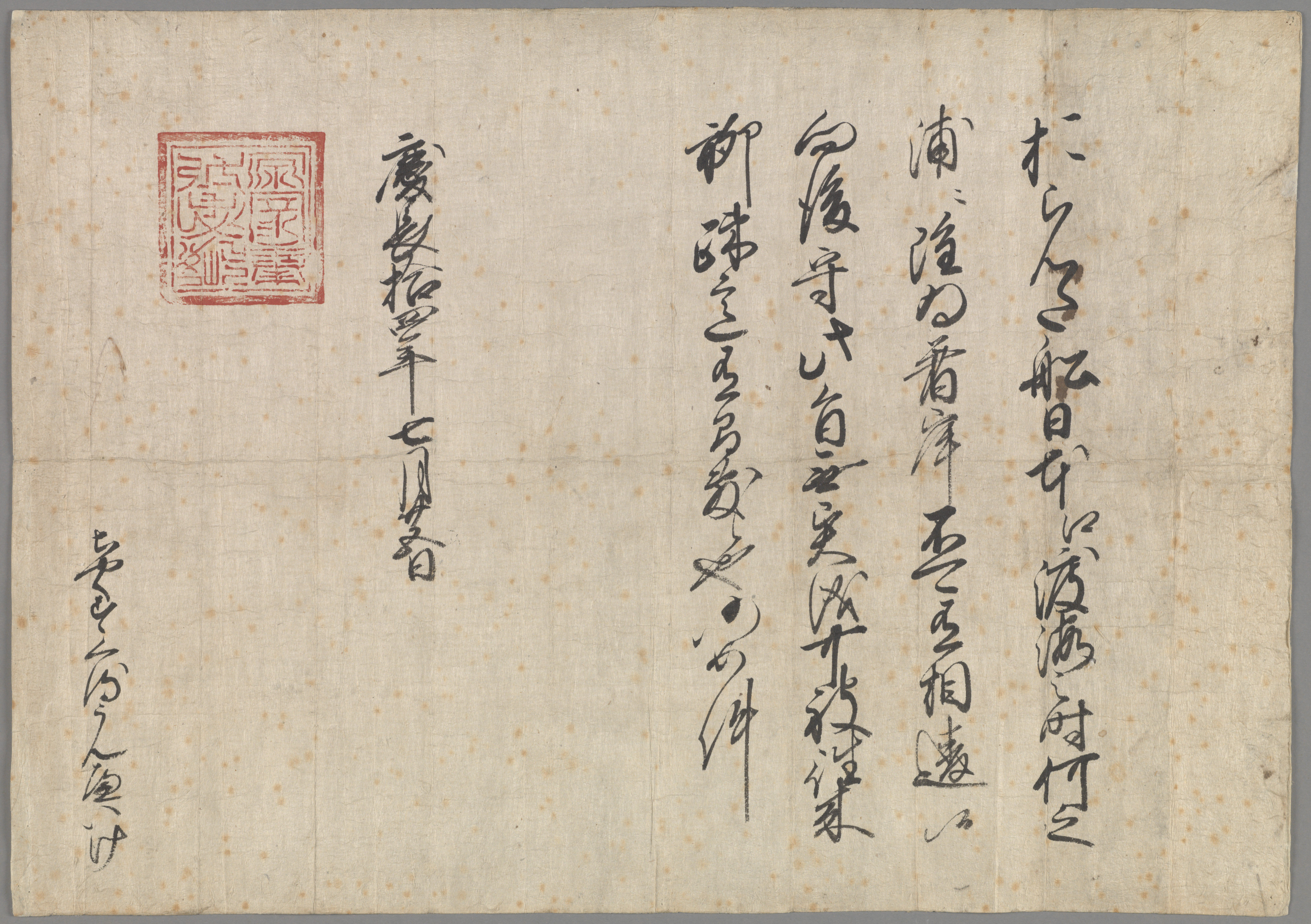
徳川家康によりオランダに発行された朱印状。1609年8月24日／慶長14年7月25日付。（ハーグ国立文書館所蔵）

1609年（慶長14年）、オランダとの交易を希望した家康の求めに応じてオランダ国王使節が来日する。家康のいる駿府城で外交顧問であるアダムスの協力のもとで日本とオランダとの国交が結ばれオランダの通商が許されると、アダムスはオランダ東インド会社日本支店となる肥前国松浦郡平戸島のオランダ商館設置に携わった。
家康は、アダムズを顧問にしたことによって、それまで以上に遠い海の彼方の国々へと視野を拡大していった。スペインが誇る無敵艦隊がイギリスに敗れたことで世界の覇権地図が大きく塗り替えられたことや、イギリスやオランダが新たに東洋を目指して進出していること、加えて、キリスト教にもカトリックだけでなくプロテスタントの存在があることなど、家康は当時の世界情勢をかなり正確に理解していた。
1611年（慶長16年）、スペイン使節が来日して諸港を測量するが、このことはこれまでカトリック教会からの挑発に耐え続けたアダムスにとって反撃の機会となった。スペイン使節が港を計測する目的を家康から訪ねられたアダムスは、「エスパーニャ（スペイン）は、まず托鉢修道士たちを派遣し、彼らの後で兵士たちを送り込みます。このようなやり方で外国を支配下に入れていきます。そのために各港にどの船が入港できるか知るためです。」と、すべてのカトリックの宣教師を国外に追放すべきであると答えた。

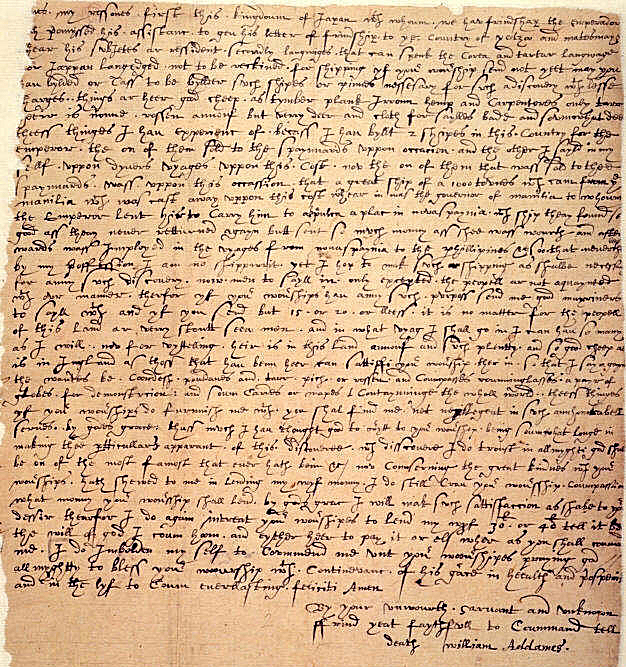
アダムスが平戸からロンドンの東インド会社本社へ宛てた手紙の一部。1613年12月1日付。（大英図書館蔵）

同1611年（慶長16年）、イギリス東インド会社はアダムスがイギリス本国に送った書簡によって日本の事情を知り、イングランド国王ジェームズ1世の許可を得てアダムスを仲介人として日本との通商関係を結ぶ計画を立て、イギリス艦隊司令官ジョン・セーリス（英国国教会信徒）を日本に派遣することとなった。これを受けて、同年4月18日にセーリスは、ジェームス1世の国書を持ってイギリス東インド会社のクローブ号を指揮してロンドンを出航し、マダガスカルやバンテン（Bantam／バンタム／ジャワ）に寄港して貿易を行ったのち、1613年6月11日（慶長18年）に平戸に来航する。クローブ号は日本に初めて来航したイギリスの商船である。アダムスは、セーリスらイギリス使節一行に付き添い、駿府城での家康らとの謁見を実現させると、その後、使節は家康から貿易を許可する朱印状を取りつけることに成功し、イギリスは日本との通商許可を得られた。同年、セ―リスは上記オランダ商館の近くでアンドレア李旦の屋敷を借りて邸宅とすると、ここにイギリス商館（イギリス東インド会社日本支店）を設置した。商館長にはリチャード・コックス（英国国教会信徒）を任命し、6人の部下を付け、アダムスも商館員として採用され、顧問を務めた。その後、商館はイギリスに正式に買い取られ、イギリス人商館員や日本人使用人も増員された。
1614年（慶長19年）のクローブ号帰還の際には、一緒に帰国できる許可が日英両方から出たが、同船司令官のジョン・セーリスと馬が合わず、帰国を見送った。セーリスは何事も日本式を強要するアダムスが気に入らず、アダムスはセーリスを生意気で無礼な青二才として嫌っていた。一行が去ったあとは、それまで手伝っていたオランダ商館より安い賃金だったが、母国イギリス商館の仕事を手伝った。

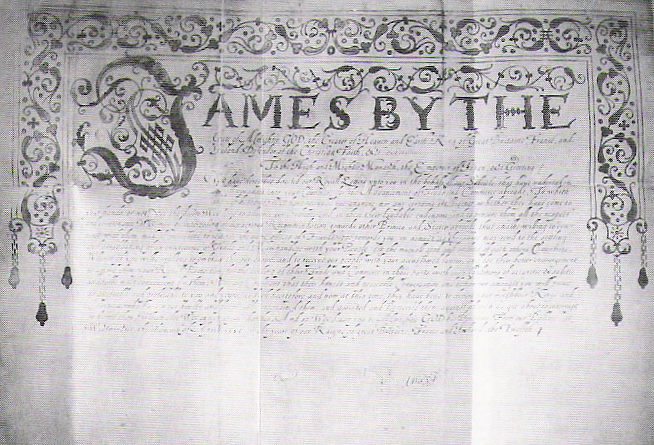
1613年にジェームズ1世が徳川家康へ宛てた手紙。（東京大学文書館所蔵）
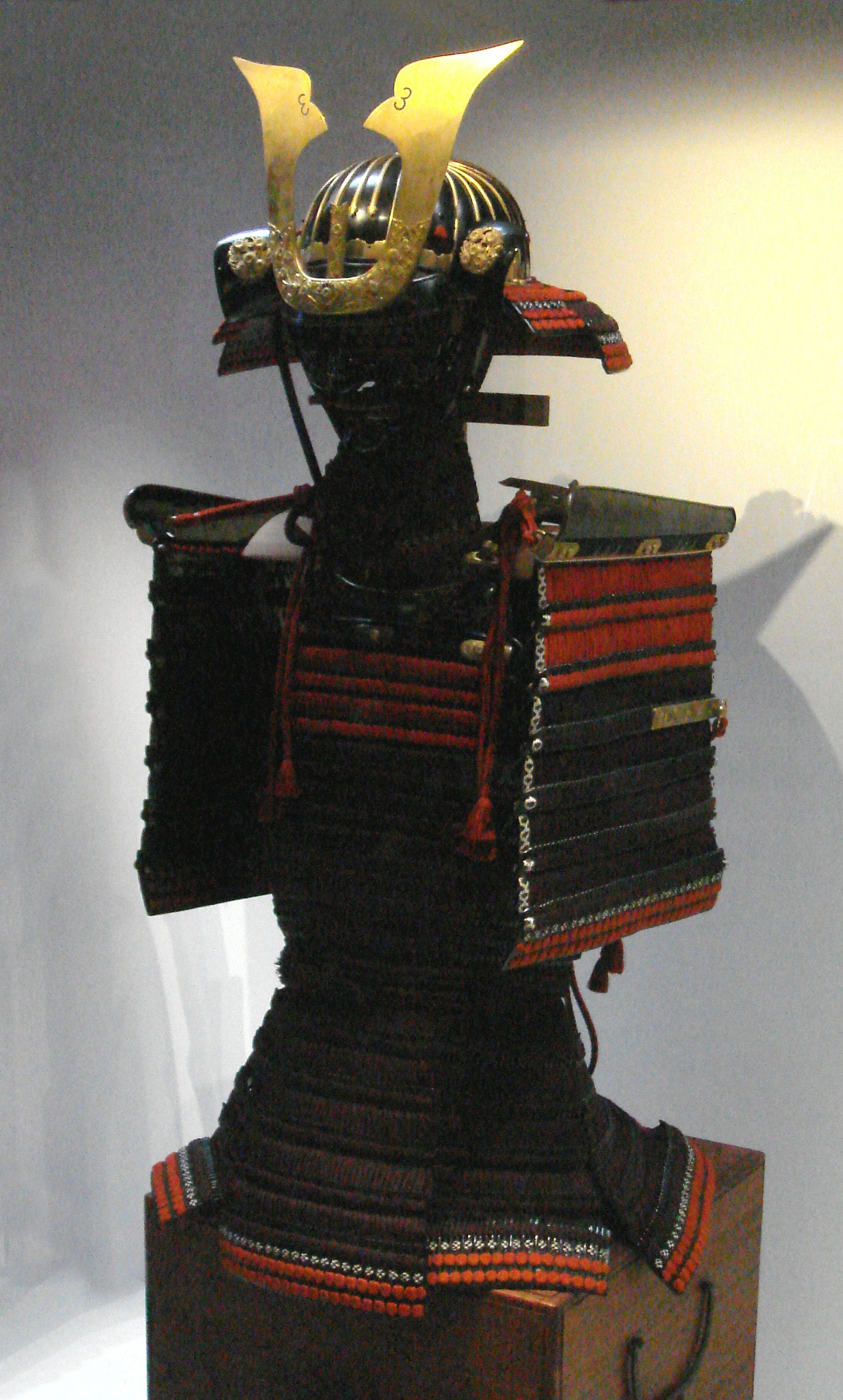
1613年に徳川秀忠からジョン・セーリスに託されジェームズ1世に贈られた2着の日本製甲冑のうちの一つ。（ロンドン塔に展示）

### 沖縄（琉球）への渡航とサツマイモの日本への伝来
平戸イギリス商館長のリチャード・コックスは、平戸と東南アジア間の交易ルートを構築しようとしていたが、コックスは1614年8月（慶長19年7月）に平戸で200トンほどの平底帆船（中国のジャンク船）を2千テールで買い入れると、イギリス商館員のアダムスに改造させて、「シー・アドベンチャー」と命名した。遠洋航海用に改造されたシー・アドベンチャー号の船長にアダムスが就いたほか、東インド会社の代表としてリチャード・ウィッカムとエドワード・セ―リス、また日本人の乗務員が60名ほど、さらに日本人商人を何名か乗せて、1614年12月17日（慶長19年11月17日）にタイ（当時・シャム）を目指して平戸の河内浦を出航した。

わずか2日をして暴風雨に遭って女島（長崎南西部の海食崖の島）の南方で航行が困難となり、漏水もひどく水の汲み出しも難儀だった。同月22日には、船は奄美大島の北西にある笠利湾の港に一旦停泊したが、船の補修に向かない地であることがわかり、改めて琉球の那覇を目指すこととなった。同年12月27日（慶長19年11月27日）にシー・アドヴェンチャー号は那覇に到着した。那覇に入港したアダムスらは、琉球王の尚寧王の許可を得て積荷を陸揚げし、船体の修理にとりかかったが、資材の供給が遅い上、ようやく資材が届いても質のよいものでなかった。北の季節風の時期が過ぎてしまうと、タイへは向えなくなる状況であったが、1615年2月になっても出航できず、季節風の時期が過ぎていた中、同月21日に首里から尚寧王の使者が来て、3か月後には中国から貿易船がくる予定であり、港に別の外国の船が停泊していることが分かると、商いに支障が出るため、アダムズらに奄美大島へ移動するように伝えたが、それでも修理が捗らない状況であった。尚寧王からは首里での饗宴に出席するよう誘いもあったが、船の修復が終わらない中で誘いを断った。そうしている間に、大坂冬の陣で豊臣側が敗北し、徳川側が勝利した情報がアダムスに入ってきた。同年5月12日（旧暦4月15日）アダムスらは、日本に帰帆するため、物資を船に詰めこみ13日に那覇を出航する予定であったが、大坂冬の陣の情報を得たことから、出航をしばらく見送り薩摩から那覇に来た奉行らから情報収集することにした。
同年5月21日に、シー・アドヴェンチャー号はおよそ5ヵ月ぶりに日本に向けて出帆し、1615年6月10日（旧暦5月15日）に平戸に帰港した。この航海は、わずかな小麦と龍涎香（クジラの腸内に発生する結石から成る香）を積んで日本に帰っただけで、商業的には失敗に終わった。しかし、この時、アダムスはサツマイモの根菜を日本に持ち帰り、それがコックスにより平戸のイギリス商館の庭に植え付けられた。サツマイモは同時期に薩摩藩にも伝わったとされるが、このアダムスによる平戸への移入も日本に初めてサツマイモが伝来した起源ともされている。
平戸には、国内最初の甘藷畑跡である「コックスの甘藷畑跡」が残っている。
なお、シャムへの第一回航海は失敗に終わったが、1615年12月7日より翌1616年7月22日まで、シー・アドベンチャー号による同じく平戸発の第二回シャム航海は成功した。まだ、3年1か月（1613年11月より1616年12月まで）の会社勤務を決算した後、別のジャンク船を自分で買い取り、「ギフト・オヴ・ゴッド」号に改名、1617年3月23日より8月11日まで平戸発で交趾に航海した。

### 家康の死後
家康に信頼された按針だったが、1616年（元和2年）4月に家康が死去、跡を継いだ徳川秀忠をはじめ江戸幕府の幕臣たちが海外貿易を幕府に一元化する目的で貿易を長崎と平戸の二港のみに制限すると、幾度も幕府に方針の転換を説いたが相手にされず、また秀忠との目通りも叶わず、按針の立場は不遇となった。以降の按針の役目は天文官のみとなったが、幕府や次期将軍候補の徳川家光らに警戒された。按針は憂鬱な状態のまま、1620年5月26日（元和6年4月24日）に平戸で死去した（満55歳）。
1623年のアンボイナ事件により、東南アジアや東アジアにおけるオランダの覇権が強まり、イギリス（イングランド）はそこから撤退せざるを得なくなり、日英関係も断絶することとなった。オランダとの貿易を重視していた江戸ではあったが、1646年にはイギリスの鉄鋼一族の探検家ロバート・ダドリーが著書『海事辞典』の中で江戸の地図を発表している。

## 夫人について
帰国を諦めつつあったアダムスは、1602年（慶長7年）頃に大伝馬町の名主で家康の御用商人でもあった馬込勘解由平左衛門の娘・お雪（マリア）と結婚したとされてきた。しかし、馬込勘解由の娘とする説は1888年（明治21年）の「横須賀新報」、1892年（明治25年）の菅沼貞風『日本商業史』が初出であり、現実的に勘解由本人の娘とは考えられず、実際の出自は不明である。また、お雪という名前も1973年（昭和48年）石一郎の小説『海のサムライ』を初出とし、牧野『青い目のサムライ三浦按針』の英訳書を通じて誤って広まったものであり、史料上夫人の名前は残っていない。
彼女との間には、息子ジョゼフと娘スザンナが生まれている。

## 記念する場所・行事など

### 横須賀
神奈川県横須賀市の逸見には三浦按針の領地があった。同地（横須賀市西逸見）にある濤江山浄土寺が三浦按針の菩提寺となっており、按針が東南アジアからもたらしたという唄多羅葉や、念持仏が納められている。
横須賀市西逸見町の「塚山公園」には、按針夫妻の慰霊のために作られた2基の供養塔（宝筺印塔）があり、「安針塚（按針塚）」「三浦按針墓」と呼ばれる。江戸時代後期には浄土寺や日本橋按針町の人々によって、按針の法要が行われた。
日本の開国後、ウィリアム・アダムスの墓探しが行われた。1874年（明治7年）、横浜に住む実業家ジェームズ・ウォルター（James Walter, 1847 - 1909）によって、逸見の浄土寺から古い2基の宝筺印塔が見いだされた。ウォルターは「按針塚」周辺の荒廃を憂いて修復を行い、横浜居留のイギリス人や地元の人々などからも支援が行われた。1902年（明治35年）に結ばれた日英同盟を契機に「安針塚（按針塚）」周辺の大規模な整備が行われ、塚山公園が作られたが、これに際して発掘調査が行われ、埋葬地ではないことが確認された。1923年（大正12年）3月7日、「三浦按針墓」として国の史跡に指定された。また1940年には、京浜急行（当時は湘南電気鉄道）の駅が、「安針塚駅」に改名されている。
塚山公園では第二次世界大戦以前から「按針祭」が挙行されていた。日英間で交戦状態になった第二次世界大戦期の中断を挟み、「三浦按針墓前祭」「三浦按針祭」などの名称で記念行事が行われた。1997年（平成9年）以後は「三浦按針祭観桜会」の名称で、毎年4月8日に挙行されている。
1982年（昭和57年）に横須賀市とジリンガム市は姉妹都市提携をおこなった。ジリンガム市側の自治体合併によってメドウェイ市が発足したため、1999年（平成11年）以降はメドウェイ市と姉妹都市関係にある。
2019年10月25日、浄土寺本堂でアダムスの400回忌法要が営まれ、徳川宗家18代当主の徳川恒孝も参列した。
2021年、三浦按針の念持仏観音像が、横須賀市の指定文化財に指定された。

### 伊東

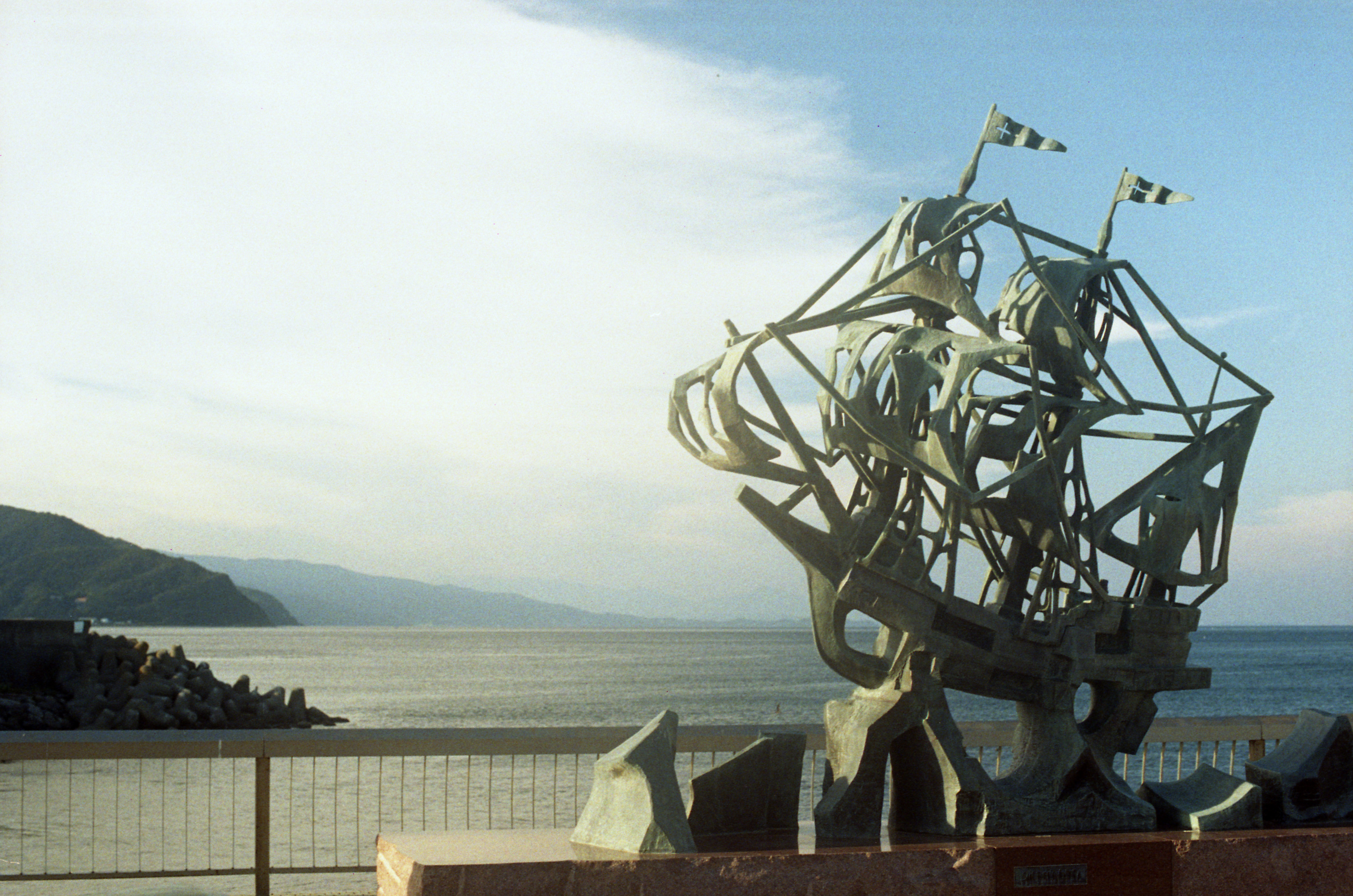
按針メモリアルパークにある、サン・ブエナ・ベンツーラ号の像

按針が洋式船を建造した静岡県伊東市では、「按針メモリアル公園」が作られ、銅像がある。
毎年夏には「按針祭」が開催され、日程の最後には「按針祭海の花火大会」が挙行される。
1982年（昭和57年）に伊東市とジリンガム市は姉妹都市提携をしており、1999年（平成11年）以降はメドウェイ市と姉妹都市関係にある。
1990年から伊東市は、姉妹都市生徒交換プログラムを行っており、毎年2名の高校生が、派遣学生として、8月の間の2週間、横須賀の学生とともにメドウェイ市に派遣される。また、メドウェイ市からの派遣学生も2名受け入れており、按針祭の式典の行事などに参加する。
メドウェイ市には、Ito wayとYokosuka wayという道が作られている。

### 平戸
平戸ではその後、キリスト教弾圧の中で商館とともに外国人墓地の破壊が行われたため、埋葬地の正確な場所ははっきりしない。1931年、平戸の崎方にほど近い三浦家で「安針墓」として伝えられてきた墓から、遺骨と遺品の一部が発掘される。三浦家は通詞の末裔であり、ひそかに按針の遺骨の一部をもらいうけて埋葬したという口伝があった。鑑識の結果2020年本人の遺骨である可能性が極めて高いと発表された。
1954年（昭和29年）、イギリス商館跡近くの崎方公園（平戸市大久保町）に「三浦按針の墓」が建立された。1964年（昭和39年）、アダムスの生誕400年に際し、イングランドの妻の墓地より小石を取り寄せ、夫婦塚とした。毎年5月下旬には墓前で「按針忌」が催される。
平戸市役所の庁舎横には「英国商館遺址之碑」があるのに加え、実際に商館のあった英国商館通り沿いには「英国商館跡」の碑も建てられている。近くには、「三浦按針 終焉の地」の碑もある。さらに通り沿いにはアダムズが暮らしたとされる「按針の館」があり、創業1502年（文亀2年）の老舗の菓子店が店舗を構えており、1550年にポルトガル船が平戸に初めて来航した際に伝えられたとされる伝統菓子の「カスドース」が現在も当時のままの製法で伝わっている。カスドースは長期の航海で乾燥したカステラをアレンジしたものとも言われ、菓子を長持ちさせる工夫がなされている。

### その他
- アダムスの江戸屋敷があった地区は按針町と呼ばれた（現在の東京都中央区日本橋室町）[41]。同地（日本橋室町1-10-8）には、「三浦按針屋敷跡の碑」が立ち、これは東京都指定文化財である[42][41]。
- リーフデ号が漂着した大分県臼杵市佐志生海岸の黒島には「三浦按針上陸記念碑」が立つ。「三浦按針記念公園」や「リーフデ号到着記念公園」が整備されている。
- リーフデ号の船尾像であったエラスムス像は、旗本・牧野成里の菩提寺である栃木県佐野市の龍江院に「貨狄尊者」として伝えられた。エラスムス像は国の重要文化財に指定され、東京国立博物館に収蔵されている。
- 出生地であるメドウェイでは、毎年9月中旬に「Will Adams Festival」が開催される[43]。

- アダムスが浦賀外交の顧問として迎えられたことの周知のため、浦賀住民の熱意によって賛助金が集められ、2019年（平成31年）4月25日、横須賀市東浦賀の東叶神社境内に「日西墨比貿易港之碑」が建碑され、除幕式が行われた[44]。

## 関連図書
- 『按針と家康: イギリス人侍 三浦按針』
- P・G・ロジャーズ『日本に来た最初のイギリス人 ウイリアム・アダムズ＝三浦按針』幸田礼雅訳（新評論、1993年）
- ファン・ヒル『イダルゴとサムライ16・17世紀のイスパニアと日本』平山篤子訳（法政大学出版局 2000年）
- 鈴木かほる『徳川家康のスペイン外交 向井将監と三浦按針』新人物往来社 2010年
- 森良和『三浦按針 その生涯と時代』東京堂出版、2020年
- フレデリック・クレインス『ウィリアム・アダムス 家康に愛された男・三浦按針』ちくま新書 2021年
- 森良和、フレデリック・クレインス、小川秀樹編著『三浦按針の謎に迫る　家康を支えたイギリス人臣下の実像』玉川大学出版部 2022年

### 歴史小説
- 白石一郎『航海者 三浦按針の生涯』幻冬舎、1999年 のち同・文庫／文春文庫、2005年。歴史小説、各上・下
- 大島昌宏『海の隼 参謀・三浦按針』学陽書房、1999年
- ジャイルズ・ミルトン（英語版）『さむらいウィリアム 三浦按針の生きた時代』築地誠子訳（原書房、2005年）
- 佐々木裕一『青い目の旗本 ジョゼフ按針』光文社文庫 全3巻、2014-16年
- 仁志耕一郎『按針』ハヤカワ文庫、2020年

## 登場作品
- 将軍 （小説） - ジェームズ・クラベルの1975年の歴史小説（ただし、登場するのはアダムスをモデルとした架空の主人公）。
  - 将軍 SHŌGUN（1980年、NBC） - 演：リチャード・チェンバレン。上記を原作としたアメリカのテレビドラマ。
  - SHOGUN 将軍（2024年、FX） - 演：コスモ・ジャーヴィス。上記をリメイクしたアメリカのテレビドラマ。
- NHK大河ドラマ
  - 徳川家康（1983年） - 演：ダン・ケニー
  - どうする家康（2023年） - 演：村雨辰剛
- 仁王 （ゲーム） - 2017年に発売されたアダムスを主人公としたアクションRPG。
- 歴史秘話ヒストリア「家康 大航海時代に出会う! イギリスの侍 按針の大冒険」（2018年4月18日、NHK総合） - 演：パトリック・ハーラン